# Rhipidia perscitula
Rhipidia perscitula är en tvåvingeart som först beskrevs av Alexander 1966.  Rhipidia perscitula ingår i släktet Rhipidia och familjen småharkrankar. Inga underarter finns listade i Catalogue of Life.